# José Manuel Caballero Bonald
José Manuel Caballero Bonald   (Jerez de la Frontera, 11 de novembre de 1926 - Madrid, 9 de maig de 2021) fou un escriptor espanyol, que va sobresortir principalment com a poeta. L'acurada utilització del llenguatge i el barroquisme caracteritzen la seva obra.

## Biografia
De pare cubà —republicà del Partit Reformista— i mare d'ascendència aristocràtica francesa —de la família del vescomte de Bonald—, va estudiar Filosofia i Lletres a Sevilla entre 1949 i 1952 i nàutica i astronomia a Cadis. En aquests mateixos anys va començar a relacionar-se amb els cordovesos de la revista Cántico, com Pablo García Baena.
Va publicar el seu primer poemari, Las adivinaciones, l'any 1952, després d'haver obtingut amb ell un accèssit del Premi Adonáis. Dos anys abans havia guanyat el Premi Platero de poesia.
La seva carrera va continuar a Iberoamèrica, on va ser professor universitari a Bogotà. A la capital colombiana va escriure la seva primera novel·la —Dos días de septiembre, guardonada el 1961 amb el Premi Biblioteca Breve i publicada l'any següent— i va tenir al seu primer fill.
Va col·laborar amb Camilo José Cela i amb el projecte de l'Institut de Lexicografia de la Reial Acadèmia Espanyola. A més, va tenir un idil·li de set anys amb la primera dona de Cela, Rosario Conde.
L'any 1986 es va inaugurar un institut amb el seu nom, i en 1998 es va constituir la Fundació Caballero Bonald.
A l'abril de 2009 publica La noche no tiene paredes, un poemari compost per 103 poemes, on fa una reivindicació de la incertesa, perquè, en les seves pròpies paraules, «el que no tiene dudas, el que está seguro de todo, es lo más parecido que hay a un imbécil.»
Després de la publicació d'Entreguerras (2012), llibre format per un sol poema de gairebé 3.000 versos, va declarar: "ya no voy a escribir nada".
Va reconèixer que escriure poesia li ajudava a mantenir-se jove. "El permanecer en la brecha te rejuvenece. El que no se queda callado, el que iguala el pensamiento con la vida, tiene ya mucho ganado para rejuvenecer", va declarar en complir 80 anys.
El 29 de novembre de 2012 va ser guardonat amb el Premi Cervantes.
Va ser president del jurat de diversos guardons literaris, tant de poesia com de narrativa, entre els quals destaca el Premi de Novel·la Ciutat de Torrevella, localitat aquesta última que al juny de 2010 li va dedicar una de les seves places.

## Obra

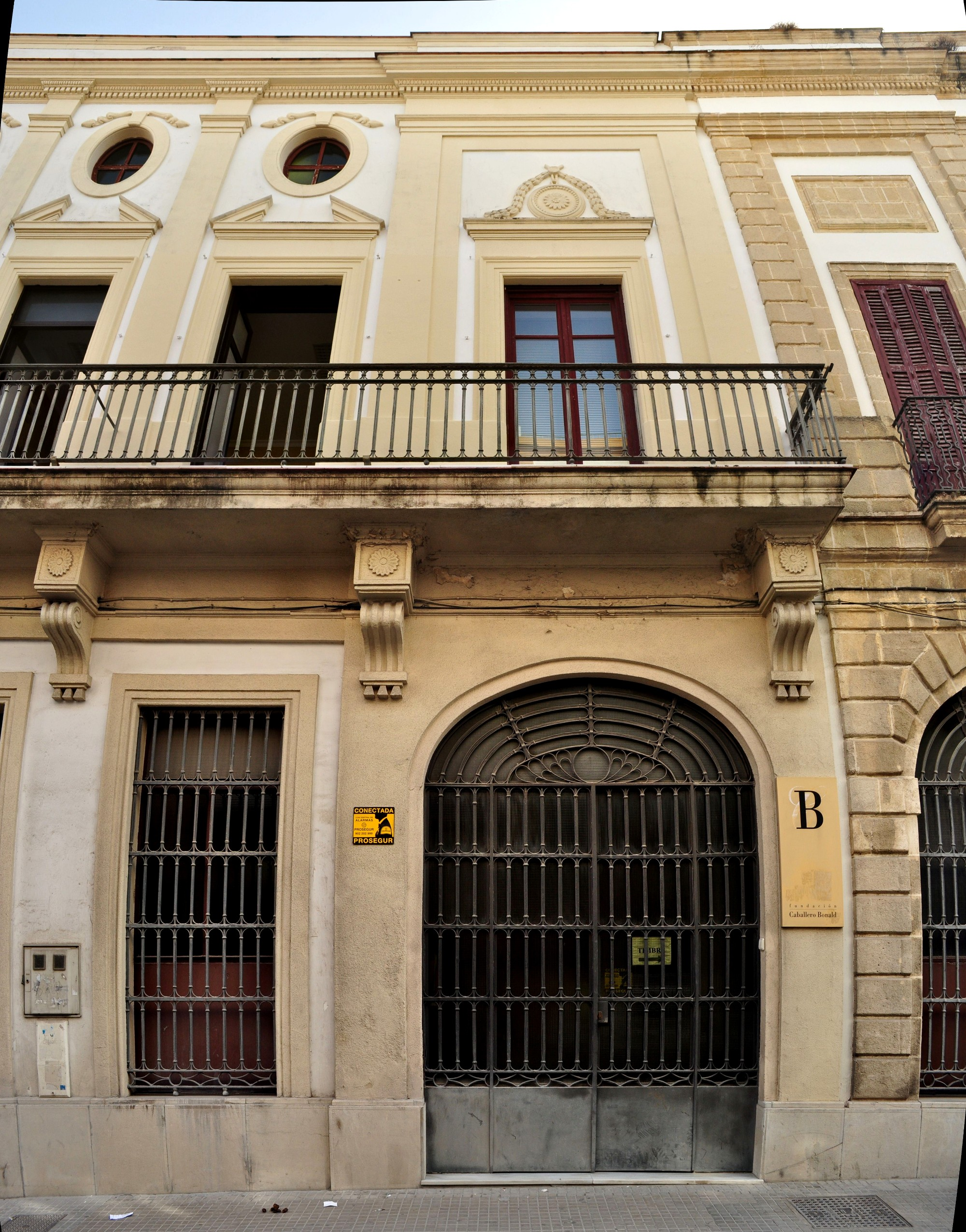
Seu de la Fundació Caballero Bonald.

### Poesia
- Las adivinaciones (1952)
- Memorias de poco tiempo (1954)
- Anteo (1956)
- Las horas muertas (1959)
- Pliegos de cordel (1963)
- Descrédito del héroe (1977)
- Laberinto de Fortuna (1984)
- Diario de Argónida (1997)
- Manual de infractores (2005)
- La noche no tiene paredes (2009)
- Entreguerras (2012), autobiografia en vers[14]

### Antologies poètiques
- El papel del coro (1961)
- Vivir para contarlo (1969). Poesia completa
- Selección natural (1983)
- Doble vida (1989) Pròleg de Pere Gimferrer
- Poesía amatoria (1999)
- Somos el tiempo que nos queda (2004, 2007 y 2011). Obra poètica completa
- Años y libros (2004) Edició de Luis García Jambrina
- Paz con aceite (2005)
- Summa vitae (2007) Edició de Jenaro Talens
- Casa junto al mar (2008) Edició de Pablo Méndez
- Estrategia del débil (2010) Edició de Juan Carlos Abril
- Ruido de muchas aguas (2011) Edició d'Aurora Luque
- Material del deseo (2013) Edició de Juan Carlos Abril
- Marcas y soliloquios (2013) Edició de Juan Carlos Abril

### Novel·la
- Dos días de setiembre (1962)
- Ágata ojo de gato (1974); sobre les amenaces al Parc Nacional de Doñana[15]
- Toda la noche oyeron pasar pájaros (1981)
- En la casa del padre (1988)
- Campo de Agramante (1992)

### Memòries
- Tiempo de guerras perdidas (1995)
- La costumbre de vivir (2001)
- La novela de la memoria (2010). Edició en un volum de Tiempo de guerras perdidas i La costumbre de vivir

### Assajos i articles
- El cante andaluz (1953)
- El baile andaluz (1957)
- Cádiz, Jerez y los puertos (1963)
- El vino (1967)
- Narrativa cubana de la revolución (1968)
- Luces y sombras del flamenco (1975)
- Cuixart (1977)
- Brevario del vino (1980)
- Luis de Góngora: poesía (1982)
- Los personajes de Fajardo (1986)
- De la sierra al mar de Cádiz (1988)
- Andalucía (1989)
- Botero: la corrida (1990)
- España: fiestas y ritos (1992)
- Sevilla en tiempos de Cervantes (1992)
- Copias del natural (1999)
- Mar adentro (2002)
- José de Espronceda (2002)
- Miguel de Cervantes. Poesía (2005)
- La ruta de la campiña (2005). Junt a Vicente Rojo Almarán
- La luz de Cádiz en la pintura de Cortés (2005). Junt a Antonio Agudo i Francisco Calvo Serraller
- Encuentros con la poesía (2006)
- Copias rescatadas del natural (2006) Edició de Juan Carlos Abril
- Relecturas. Prosas reunidas (1956-2005) (3 vols., 2006) Edició de Jesús Fernández Palacios
- Un Madrid literario (2009). En col·laboració amb el fotògraf José Manuel Navia.
- Oficio de lector, sèrie d' articles i conferències sobre escriptors, Seix Barral, 2013.[16]

### Biografia
- "Memorial de disidencia", biografia autoritzada escrita per Julio Neira[17]

### Obres musicals
- Tierra!: José Manuel va escriure la lletra per a aquest àlbum del Lebrijano[18]

## Premis i reconeixements
- Premi de Poesia Platero 1950

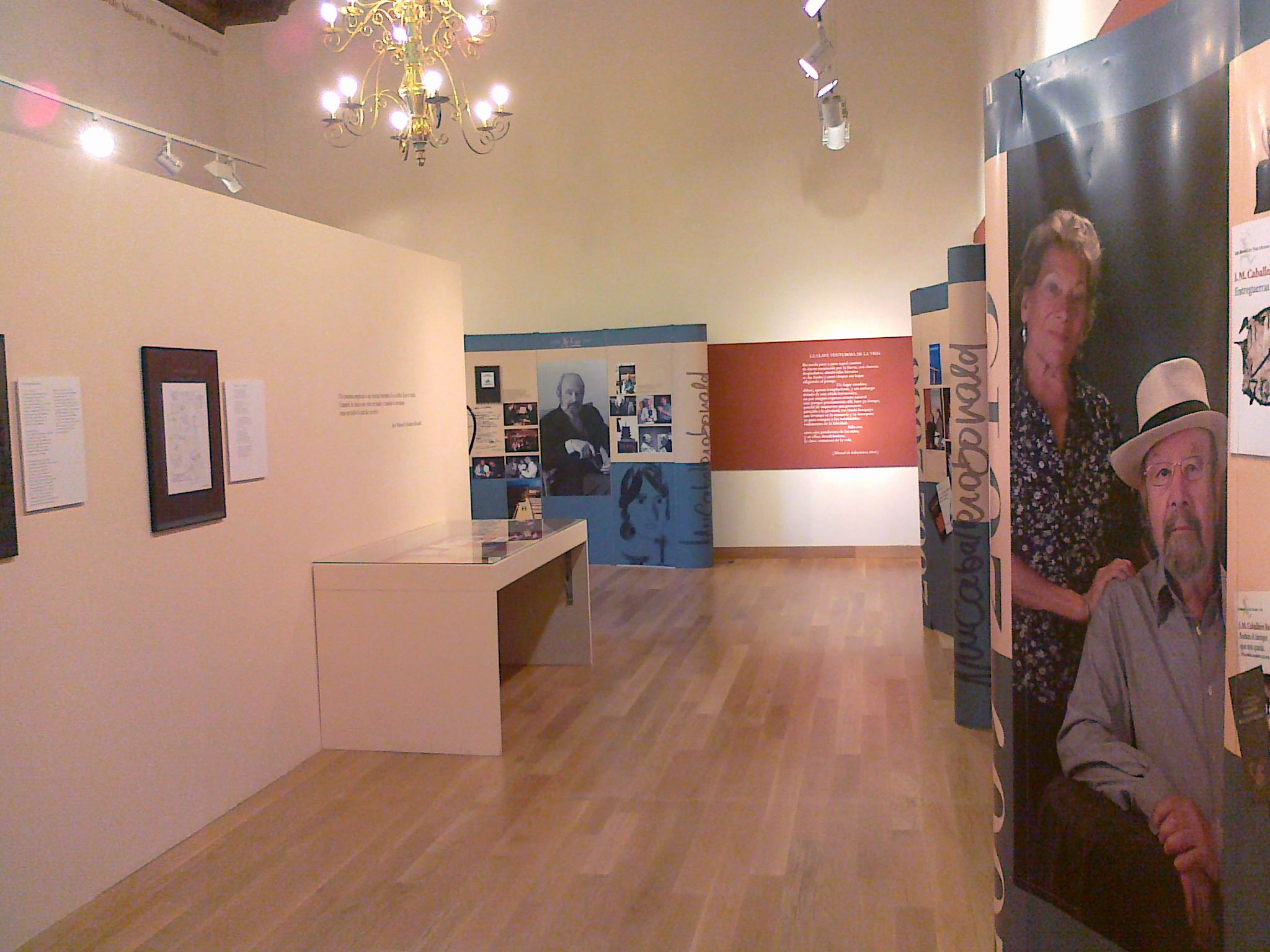
Exposició "Del viu a l'explicat" amb motiu del seu Premi Cervantes

- Accèssit del Premi Adonáis 1951 amb Las adivinaciones
- Premi Boscán 1958 per  Las horas muertas
- Premi de la Crítica de poesia castellana 1960 per  Las horas muertas
- Premio Biblioteca Breu 1961 per  Dos días de septiembre
- Premi de la Crítica de narrativa castellana 1975 per Ágata ojo de gato
- Premi de la Crítica de poesia castellana 1977 per Descrédito del héroe
- Premio Fundació Pablo Iglesias 1978
- Premio Ateneu de Sevilla 1981 per Toda la noche oyeron pasar pájaros
- Premi Plaza & Janés 1988
- Premi Andalusia de les Lletres 1990
- Membre corresponent de l'Acadèmia Nord-americana de la Llengua Espanyola (1993-1994)
- Fill Predilecte d'Andalusia (1996)
- Medalla d'Or del Cercle de Belles arts de Madrid (2000)
- Doctor honoris causa per la Universitat de Cadis (2004)[19]
- Premi Reina Sofia de Poesia Iberoamericana 2004
- Premi Nacional de les Lletres Espanyoles 2005
- Premi Internacional Terenci Moix 2005
- Premi Nacional de Poesia (Espanya) 2006
- Premi Internacional de Poesia Federico García Lorca 2009
- Premi ABC Cultural & Àmbit Cultural 2010
- Premi Cervantes 2012
- Autor de l'any 2013 per la Conselleria de Cultura de la Junta d'Andalusia[20]
- Doctor honoris causa per la Universitat Nacional d'Educació a Distància (2013)[21]
- Premi Obra d'Art Total 2015 de l'Associació Wagneriana[22]